# Fernando Rendón
Fernando Rendón (Medellín, Colombia, 1951) es un poeta, editor y periodista. Trabajó como periodista en los diarios El Correo, El Diario, La Opinión y en el semanario opositor VOZ. 
Fue cofundador de la revista de poesía Clave de Sol en 1972. Fundador de la revista de poesía Imago (1988). Fundador y director de la revista latinoamericana de poesía Prometeo desde 1982, que ha editado 122 números a la fecha. 
Es fundador y director del Festival Internacional de Poesía de Medellín, que ha realizado 34 ediciones desde 1991, en el que han tomado parte casi 2000 poetas de 196 países. 
Poemas suyos han sido traducidos al inglés, francés, portugués, italiano, alemán, albanés, griego, sueco, árabe, catalán, húngaro, rumano, ruso, croata, hindi, turco, uzbeko y vietnamita.

## Trayectoria profesional
Dos veces finalista en el Premio Nacional de Poesía de la Universidad de Antioquia, en 1982 y 1984. 
Por su iniciativa se creó la Escuela de Poesía de Medellín en 1996, que ha realizado 28 ediciones desde entonces. Invitado en 1997 por la Escuela de Poesía de Viena, Austria, dictó el curso de poesía Poesía y Hongos Sagrados, en el marco de dicha Escuela anual.

## Intervenciones públicas
Como poeta invitado ha leído sus poemas en Bogotá, Colombia (II Encuentro Hispanoamericano de Poesía); La Habana, Cuba (Casa de las Américas, 1995); 
París y Nantes, Francia (Biennale Internationale des Poètes, 1995); Rosario, Argentina (Festival Latinoamericano de Poesía de Rosario, 1995); Mondorf, Luxemburgo (Journées Littéraires de Mondorf, 1997); Austria, Viena (Escuela de Poesía, 1997); Ludenscheid, Alemania (1998); París, Francia (Maison de Amérique Latine, 1998); Florencia, Italia (Inauguración de la Casa de la Luz, 1998), Bogotá, Colombia (IV Encuentro de Poesía Alzados en Almas, Casa de Poesía Silva, 2003), Valencia, Venezuela (III y V Encuentro Internacional Poesía Universidad de Carabobo, Venezuela, 2004 y 2006), y en el II Festival Mundial de Poesía de Venezuela (2005). En noviembre de 2006 grabó una serie de poemas para Lyrikline en Berlín,  y celebró lecturas de poemas en la Sala Mayor de la Orquesta Filarmónica de Berlín; en el teatro de La Zubia, Granada (España); en la Universidad de la Sorbona (Francia), invitado por el PEN Club de Francia; y en el Instituto Cervantes de Estocolmo, Suecia.
En junio de 2007 tomó parte como poeta invitado en el Festival Internacional de Poesía de Berlín (Alemania), en el marco del cual se rindió un homenaje al Festival Internacional de Poesía de Medellín por parte de directores de 21 festivales internacionales de poesía de Europa. 
Con su colaboración se crearon, en 2001, los Festivales Internacionales de Poesía de San José de Costa Rica y San Salvador, en El Salvador, y también en 2005 la Red de Festivales Internacionales de Poesía de Latinoamérica. En 2004 asesoró la creación del Festival Mundial de Poesía de Venezuela. En 2009 asesoró la creación del Festival Internacional de Bolivia 2010,  cuya primera versión se realizó en febrero de este año. 
Dirige, desde 1997, la página Web del Festival Internacional de Poesía de Medellín.
Ha dirigido y realizado documentales en formato DV Cam, que configura un seriado para TV nombrado Tiempo de Poesía, y a la vez representa la materialización de la primera antología audiovisual de los poetas que han tomado parte en el Festival Internacional de Poesía de Medellín desde sus inicios: La piedra florece, El cuerpo es el pueblo, Contra la muerte, Como una llama asida entre las manos, Canción del siglo XXI, Voces del desierto, Poemas africanos, Como si despuntara el día, Poetas de Oceanía, Como antiguos recién llegados, Cartas de navegación, Poética del retorno, Canto de lo negado y La muerte no tendrá señorío, que han sido profusamente difundidos canales de la televisión venezolana y en Telemedellín. En 2007 dirigió la edición del documental Partir al alba, sobre la presencia del Nobel Wole Soyinka en el XV Festival Internacional de Poesía de Medellín.
En octubre de 2006 recibió la orden Juan del Corral, del Concejo de Medellín, en la categoría oro, en nombre del Festival Internacional de Poesía de Medellín. En el mismo mes fue jurado del Premio Nacional de Literatura Ricardo Miró, de Panamá, en el género de poesía.  
En su condición de director del Festival Internacional de Poesía de Medellín, que dirige desde su fundación en 1991, recibió el 8 de diciembre de 2006 en el Parlamento de Suecia, en Estocolmo, el Premio Nobel Alternativo, otorgado por la fundación sueca Right Livelihood Award “por afirmar y expresar los valores humanos de la belleza, la creatividad, la libertad de expresión y por su trabajo con la comunidad, en oposición al miedo y a la violencia que prevalecen en Colombia y en el mundo todavía hoy”.

### Cronología
- 2007:
  - Mayo: participó como invitado en el V Encuentro Mundial de Artistas e Intelectuales en Defensa de la Humanidad en Cochabamba, Bolivia. En mayo de 2008 tomó parte en el VI Encuentro Mundial de Artistas e Intelectuales en Defensa de la Humanidad en Caracas, Venezuela.
  - Junio: se publicó en lengua árabe, en El Cairo, Egipto, su antología de poemas La cuestión radiante, traducido por Saafa Ragab.
- 2008:
  - Mayo: se publicó la antología de poemas La cuestión radiante, en San José de Costa Rica, por la editorial de la Universidad de San José de Costa Rica.
  - Junio: se editó bajo su dirección un CD-ROM antológico de la poesía mundial en formato digital audiovisual, bajo el sello del Festival Internacional de Poesía de Medellín. Recibió la máxima condecoración del Congreso de la República en la categoría Comendador, en nombre del Festival Internacional de Poesía de Medellín. La editorial Le Temps de Cerises publicó en París editó su selección de poemas La Question radiante, en edición bilingüe (206 páginas), traducido por el poeta francés Stéphane Chaumet.
  - Julio: recibió el premio internacional de poesía Poets against war de Casa de Poesía Moradalsur (fundada y dirigida en Los Ángeles por la escritora Antonieta Villamil, USA), por su libro Los motivos del salmón, publicado en esa ciudad en agosto de 2009, en edición bilingüe, bajo el título The way of the salmon, con traducciones de la poeta Colombo-americana Antonieta Villamil.
- 2010:
  - Abril: recibió el Premio de la Fundación Bashrahil, de Arabia Saudita, “por un elevado logro cultural”.
  - Mayo: recibió el Premio Iberoamericano de Poesía Rafael Alberti, en La Habana, Cuba, “por el dedicado trabajo de difusión de la poesía, aún en las circunstancias más difíciles”, durante el desarrollo del XV Festival Internacional de Poesía de La Habana, en el cual tomó parte. Tomó parte como cofundador en la constitución de la Red Nuestra América de Festivales Internacionales de Poesía.
  - Julio: recibió la orden Juan del Corral, del Concejo de Medellín, en la categoría oro, en nombre de la Corporación de Arte y Poesía Prometeo, así como la Medalla al Mérito Cultural Porfirio Barbajacob, categoría plata, otorgada por la Alcaldía de Medellín, en nombre del Festival Internacional de Poesía de Medellín.
- 2011:
  - Julio: en Medellín contribuyó decisivamente a la materialización del Movimiento Poético Mundial con la participación de directores y representantes de 37 festivales internacionales de poesía, y fue nombrado a comienzos de 2012 como Coordinador General, cargo que desempeña todavía.
  - Entre agosto y septiembre: contribuyó a la organización de cerca de 300 lecturas de poemas preparadas por integrantes de World Poetry Movement (WPM) y celebradas simultáneamente el 24 de septiembre de 2011 en 87 países.
  - Octubre: tomó parte como poeta invitado en la XV edición de Poetry Africa, en Durban, Sudáfrica, y presentó en el Salón del Libro de París su libro bilingüe La Question Radiant. Fue invitado por el Gobierno Vasco a Bilbao, para contribuir a la organización del Festival Internacional de Poesía "Pido la Paz y la Palabra", con motivo del 75 aniversario del bombardeo de Gernika, en junio de 2012, en el marco de 2012, Año Internacional de las Culturas de la Paz y la Libertad.
- 2012:
  - Marzo: preparó y editó la selección de textos El canto de los cielos, la marcha de los pueblos, destinada al desarrollo del Proyecto Gulliver, de Prometeo. Hizo parte de la delegación que presentó al Movimiento Poético Mundial ante el presidente de Irlanda Michael Higgins, en Dublín, y ante Androulla Vassilou, Comisionada de Educación, Cultura, Multilingüismo y Juventud de la Unión Europea, en Bruselas. Leyó sus poemas en la Galería Le Motif (París, Francia), Passa Porta (Bruselas, Bélgica) y en Zuiderpershis (Amberes, Bélgica), al lado de otros poetas invitados.
  - Junio: recibió el Premio Internacional de Poesía Mihai Eminescu, otorgado por la Academia Mihai Eminescu, fundada por Czeslaw Milosz y Wole Soyinka, "por su prodigiosa actividad poética nacional y mundial y por la promoción de la cultura internacional". La Editorial Grinta, de Rumania, publicó,a la vez, una antología de 40 poemas de Fernando Rendón traducidos al rumano por María Nicolaescu.
  - Diciembre: se publicó en Caracas su selección de poemas "En flotación", editado en la colección de El Perro y la Rana.
- 2013:
  - Marzo: tomó parte en el X Encuentro de la Red de Artistas e Intelectuales en Defensa de la Humanidad, celebrado en Caracas.
  - Abril: recibió de Mkiva Humanitarian Foundation con sede en Sudáfrica, el premio 2013 MKIVA HUMANITARIAN AWARD AS THE FOREMOST CULTURAL ICON, “por ser un destacado activista cultural en Medellín, Colombia, que ha influido en millones de personas alrededor del mundo a través de la plataforma del Festival Internacional de Poesía de Medellín, el más grande del globo”.
  - Agosto: tomó parte en el V Festival Internacional de Poesía del Lago Qinghai, en China. Participó como poeta invitado en el Festival Internacional de Poesía de Qinghai (República Popular de China).
- 2014:
  - Mayo: participó en el XVIII Festival Internacional de Poesía de La Habana y en agosto tomó parte en Qinghai International Tent Roundtable Forum of World Poets (China), donde recibió una placa de jade de manos del poeta y vicegobernador de Qinghai, Jidi Majia, “como reconocimiento por su sobresaliente contribución a la difusión del arte poético alrededor del mundo”. Una antología de sus poemas fue publicada en Qinghai con el título "En flotación". Participó en el XVIII Festival Internacional de Poesía de La Habana.
  - Sus poemas fueron incluidos en el libro World Poetry Yearbok 2014 (edición inglesa), publicado en la República Popular de China.
- 2015: 
  - Febrero: Tomó parte como poeta invitado en el II Festival Internacional de Poesía de Hanói.
  - Agosto: tomó poeta invitado leyó sus poemas en el Festival Internacional de Poesía de Atenas, Grecia.
  - Noviembre: su antología de poemas "Piedra de la Memoria", fue publicada en Guayaquil, Ecuador.
  - Diciembre: Varios de sus poemas fueron incluidos en la selección de poesía "Seis poetas contemporáneos", publicada en Daca, Bangladés. Sé le otorgó el mismo año el premio Literary Award 2017 "en reconocimiento a su contribución sobresaliente, iniciativa y profundo compromiso con la literatura nacional y del mundo".
  - Una antología de su poesía se editó en Roma bajo el nombre de "Qual era la domanda", con traducción de Antonino Caponetto.
- 2018:
  - Septiembre: participó como poeta invitado en el Festival Internacional de Poesía de Zigong, China.
  - Octubre: Se publicó en Vietnam una antología de sus poemas, en edición bilingüe: "El porvenir está escrito sobre la piedra antigua", presentado por el autor en Hanói, cuya traducción, realizada por Quang Pham Long fue premiada por la Asociación de Escritores de Vietnam.
- 2019: 
  - Febrero: tomó parte como invitado en el III Festival Internacional de Poesía de Hanói.
  - Febrero: coordinó personalmente la acción poética global del Movimiento Poético Mundial "Por un mundo sin muros", que desplegó mil lecturas de poemas en 425 ciudades de 151 países del orbe.
  - Septiembre: participó como poeta invitado en la Semana Internacional de Poesía de Chengdú, China.
  - Octubre: fue participante en el IV Festival de Festivales Literarios de Eurasia (LIFFt), en Bakú, capital de Azerbaiyán.
  - .2023. En septiembre recibió en Moscú la Medalla de Oro Alexander Pushkin y la  distinción El Caballero de Oro.
  - .2024. En julio recibió la medalla del Gran Movimiento de Poesía de China. EN septiembre se le otorgó el  Premio Internacional de Poesía Wang Wei, de la República de China.

## Obra
Fernando Rendón ha publicado los libros de poemas: Contrahistoria (1986); Bajo otros soles (1989); Canción en los Campos de Marte (1992); Los motivos del salmón (1998), La cuestión radiante (Valencia, Venezuela, 2006), La cuestión radiante (El Cairo, Egipto, traducción al árabe de Saafa Ragab), Canto de La Rama Roja (2010, La Habana, Cuba). Su libro de poemas Canto de la Rama Roja, fue publicado también en julio de este mismo año por la Editorial FrancoRosso de Trieste (Italia), en edición bilingüe, bajo el título Canti del ramo rosso, con traducción del poeta italiano Gaetano Longo.
Otras antologías publicadas de sus poemas son: En flotación (Caracas, Venezuela, 2011), En flotación (Qinghai, China, 2014, con traducción de Zhao Zhengyan), Qual era la domanda (Roma, Italia, 2016, libro bilingüe traducido por Antonino Caponetto),, El porvenir está escrito sobre la piedra antigua (Hanói, Vietnam, 2018, edición bilingüe, con traducción de Quan Pham Long) y Canto de la Tierra de los Sueños (traducción de Cao Shui, publicado por Editorial Beiyu de Beijing, República de China, 2024).
Sus poemas han sido antologados en las selecciones internacionales de poesía: Une anthologie immédiate (Francia, 1995), Dialogue des Littératures (Luxemburgo, 1997), Catalogue de Internacionales Literaturfestival de Berlín (2001), en la antología latinoamericana de poesía A poesia se encontra na Floresta (Brasil, 2001), Las palabras pueden (Unicef, 2007), Weltklang–Nacht der Poesie (Alemania, 2007), y en las antologías de poetas colombianos Mundo mágico: Colombia (Brasil, 2007), preparada por los poetas Floriano Martins y Lucila Nogueira; World Poetry Almanac 2008 (Ulán Bator, Mongolia, 2008); Poetas de América de Canto Castellano (Brasil, 2010), que incluye 119 poetas de 19 países del continente, preparada por Thiago de Mello; Um País que Sonha (Portugal, 2012) y Ladder Made up Staircases of Time (An Anthology of Poems Collected for the Fourth Edition of Qinghai Lake Poetry).
También se han publicado poemas suyos en las selecciones de poesía Disidencia del Limbo (Colombia, 1981), Poetas en abril (Colombia, 1981 y 1983), Ocho voces contra los malos tiempos (Colombia, 1990), Poesía Colombiana Contemporánea (Argentina, 1992), Para conocernos mejor (Brasil-Colombia, 1995), Antología de la Poesía Colombiana (Colombia, 1996), Tambores en la Sombra (México, 1998), Quién es Quién en la Poesía Colombiana (Colombia, 1998), Veinticuatro poetas colombianos (Colombia, 2003), La casa sin sosiego -La violencia y los poetas colombianos en el siglo XX- (Colombia, 2007), Calendario de la Poesía Española 
2008), y Antología de la Poesía Colombiana (Venezuela, 2008), seleccionada y prologada por Iván Beltrán.
En 2000 fue incluido en la antología Poesía Colombiana editada en CD ROM por la Casa de Poesía Silva.
Poemas y textos suyos han sido traducidos e incluidos en publicaciones de poesía de diversos países: Suplemento del Jornal de Angola (Angola, 1995), El Jabalí (Argentina, 1997), La Prensa (Nicaragua, 2007), Nagy Vilag (Hungría, 1996), Das Gedicht (Alemania, 1997), Missisipi Review (Estados Unidos, 2000), Park  (Alemania, 2001), Europski Glasnik (Serbia, 2001), Dactylus (Estados Unidos, 2001), Alforja (México, 2001), Lyrikvännen (Suecia, 2002), Barataria (Argentina, 2002), Boutures (Haití, 2002), A plena voz (Venezuela, 2005), y Gaceta de Cuba (Cuba, 2006), suplemento La Prensa Literaria del diario La Prensa (Nicaragua, 2006),  revista Casa de las Américas (Cuba, septiembre de 2006), La Fuente de las Vírgenes (Italia, 2006), Suplemento cultural Tragaluz (Panamá, 2006), La Prensa (Nicaragua, 2007), Vericuetos (Francia, 2007), Yoshlik (Ucrania, 2010), Black Renaissance (Estados Unidos, 2010), y en diversos números de las publicaciones de poesía colombiana: Casa de Poesía Silva, Magazín de El Espectador, Ulrika, Golpe de Dados, Interregno, Punto Seguido, Asfódelos, y suplementos literarios de El Tiempo, El Espectador, El País, El Colombiano y El Mundo, entre otros.